# جبال ذي امعتم
جبال ذي امعتم أو جبال ذي العتم هي جزء من سلسلة جبال السراة في أصدار بلاد بلقرن في محافظة بلقرن، وفي سفوحها حلة الأضحي لآل الزارية من بلقرن.